# Jakob Roggeveen
Jakob Roggeveen (* 1. Februar 1659 in Middelburg; † 31. Januar 1729) war ein niederländischer Seefahrer und Forschungsreisender.

## Biografie
Jakob Roggeveen wurde am 1. Februar 1659 in der seeländischen Gemeinde Middelburg als dritter Sohn von Arent Roggeveen, einem Astronomen, Mathematiker und Nautiker, geboren. Arent Roggeveen versuchte eine Handelsgesellschaft zu gründen, um die noch unbekannten Länder des Pazifischen Ozeans zu erkunden. Er fand jedoch unter den  niederländischen Kaufleuten keine Anteilseigner, sodass er sein Vorhaben nicht umsetzen konnte. Diese Pläne dürften jedoch nicht ohne Einfluss auf den Lebensweg seines Sohnes geblieben sein.
Jakob Roggeveen besuchte zunächst die Lateinschule in seiner Heimatgemeinde und studierte anschließend Jura an der Universität Harderwijk. Er heiratete Marija Margaerita Vincentius, die im Oktober 1694 starb. 1706 trat er in den Dienst der Niederländischen Ostindien-Kompanie ein. Zwischen 1707 und 1714 hielt er sich als Raadsheer van Justitie (Ratsherr der Justiz) im damals niederländischen Batavia (heute Jakarta) auf. Er heiratete dort Anna Adriana Clement, die jedoch bald starb. 1714 kehrte er nach Middelburg in Zeeland zurück.
Er geriet in religiöse Auseinandersetzungen, da er die Schrift De val van 's werelds afgod (Der Fall der Idole der Welt) des liberalen Predigers Pontiaan van Hattem publizierte. Der erste Teil erschien 1718 in Middelburg und wurde sogleich von der Stadtverwaltung konfisziert und verbrannt. Roggeveen floh von Middelburg ins nahegelegene Flushing. Danach richtete er sich in der kleinen Stadt Arnemuiden ein und veröffentlichte den zweiten und dritten Teil der Reihe, was wiederum die Öffentlichkeit erregte.

## Erdumsegelung

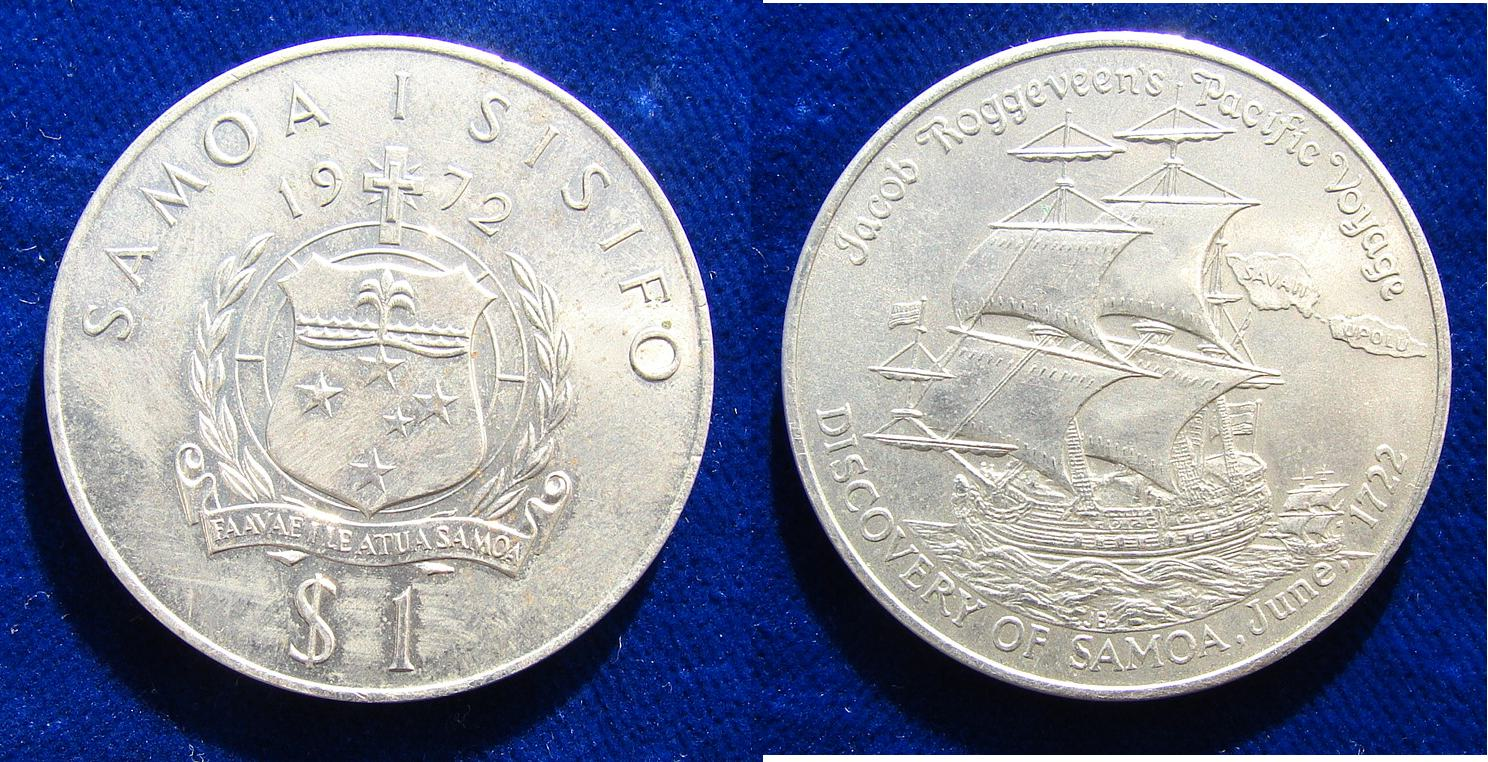
Jubiläumsmünze 250 Jahre Entdeckung Samoas durch den niederländischen Kapitän Jacob Roggeveen (1722–1972)

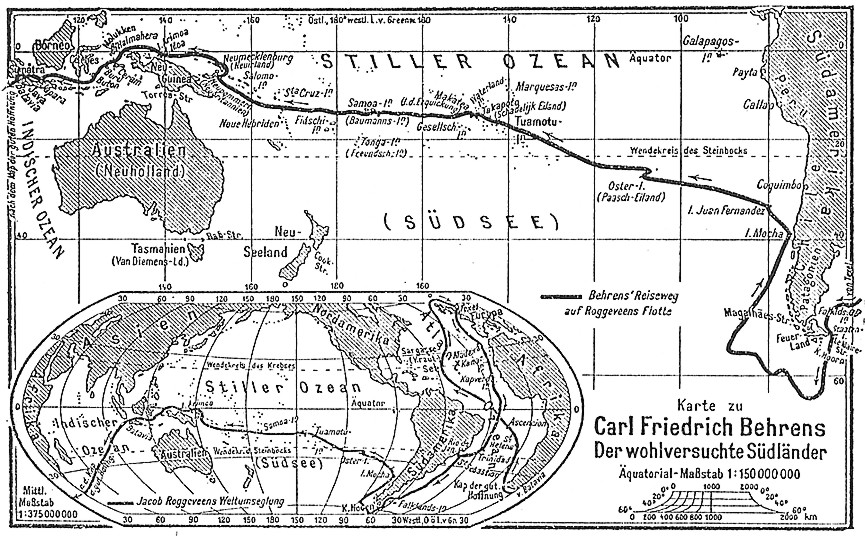
Roggeveens Route

Um die Pläne seines Vaters umzusetzen, erhielt Roggeveen von der Niederländischen Westindien-Kompanie drei Schiffe, um nach dem Südmeer zu fahren, dort neue Länder zu entdecken und die sagenhafte Terra Australis Incognita zu suchen. Mit den Schiffen Arend, Thienhoven, Africaansche Galey und insgesamt 260 Mann Besatzung verließ er am 16. Juni 1721 Amsterdam und erreichte im Januar 1722 nach der Umrundung von Kap Hoorn den Pazifik. Während seiner Weltumsegelung entdeckte er am Ostersonntag, dem 5. April 1722 (Roggeveen schreibt 6. April, tatsächlich war der Ostersonntag 1722 der 5. April) die polynesische Insel Rapa Nui, der er den Namen Paasch Eyland (Osterinsel) gab. Im nördlichen Tuamotu-Archipel lief die Africaansche Galey bei der heutigen Insel Takapoto auf ein Korallenriff und musste aufgegeben werden. Roggeveen benannte die Insel daher Het Schadelijk Eyland. Auf seiner Weiterreise nach Neuguinea entdeckte er im gleichen Jahr die zu Samoa gehörenden Inseln Tutuila und Upolu, bevor er am 10. Dezember 1722 mit seiner durch Skorbut geschwächten Mannschaft in Batavia eintraf. Da ihm vorgeworfen wurde, das Handelsmonopol der Ostindiengesellschaft verletzt zu haben, wurde er arretiert und seine Schiffe beschlagnahmt. In einem späteren Rechtsstreit, der mit einem Vergleich endete, erhielt er eine Entschädigung und seine Mannschaft den ausstehenden Sold. Von Batavia kehrte Roggeveen 1723 mit dem Rest seiner Mannschaft auf verschiedenen Schiffen in die Niederlande zurück. Er leistete mit seiner Reise einen wichtigen Beitrag zur Erforschung und Kartierung des Pazifiks.
Nach seiner Rückkehr publizierte er den vierten Teil von De val van 's werelds afgod.